# Molophilus macquillani
Molophilus macquillani là một loài ruồi trong họ Limoniidae. Chúng phân bố ở miền Australasia.